# Костянтин Іпсіланті
Костянти́н Іпсіла́нті (нар. 1760 — пом. 24 червня 1816, Київ) — князь, правитель Молдавії. Походив з відомої фанаріотської родини Іпсіланті.

## Біографія
Костянтин Іпсіланті обіймав важливі державні посади в турецькій адміністрації. Він був великим драгоманом Османської імперії (у 1796—1799 роках), господарем Дунайських князівств — Молдови (у 1799—1802 роках) та Валахії (у 1802—1806 роках).
1799 року Костянтин Іпсіланті сприяв укладанню російсько-турецького договору. У 1804—1806 роках він допомагав повсталим сербам. 1806 року уряд Османської імперії звинуватив Іпсіланті в зраді, його позбавили престолу господаря Валахії. Того ж року російський імператор Олександр I запросив Іпсіланті до Росії. 1807 року він разом із сім'єю: дружиною Єлизаветою, дочками Оленою, Катериною, Марією та синами Дмитром, Георгієм, Миколою і Григорієм оселився в Києві. Його син Олександр прибув до Санкт-Петербурга на рік раніше.
Після переїзду до Києва Костянтин відійшов від активної участі в політичних справах. Головною його турботою стало виховання дітей та влаштування синів на службу.
Костянтин Іпсіланті помер у Києві 27 червня (10 липня) 1816 року. Його поховали у Георгіївській церкві, неподалік від собору Святої Софії. Літургія та відправа відбулися у Софійському соборі.
1818 року на місці поховання князя було встановлено надгробний пам'ятник роботи скульптора Степана Піменова-старшого.

## Вшанування пам'яті
На честь Костянтина Іпсіланті названо провулок у Печерському районі міста Києва.
29 вересня 2023 року у Києво-Печерській лаврі після консервації відкрили пам’ятник Костянтину Іпсіланті.